# Пожежа на нафтобазі у Василькові

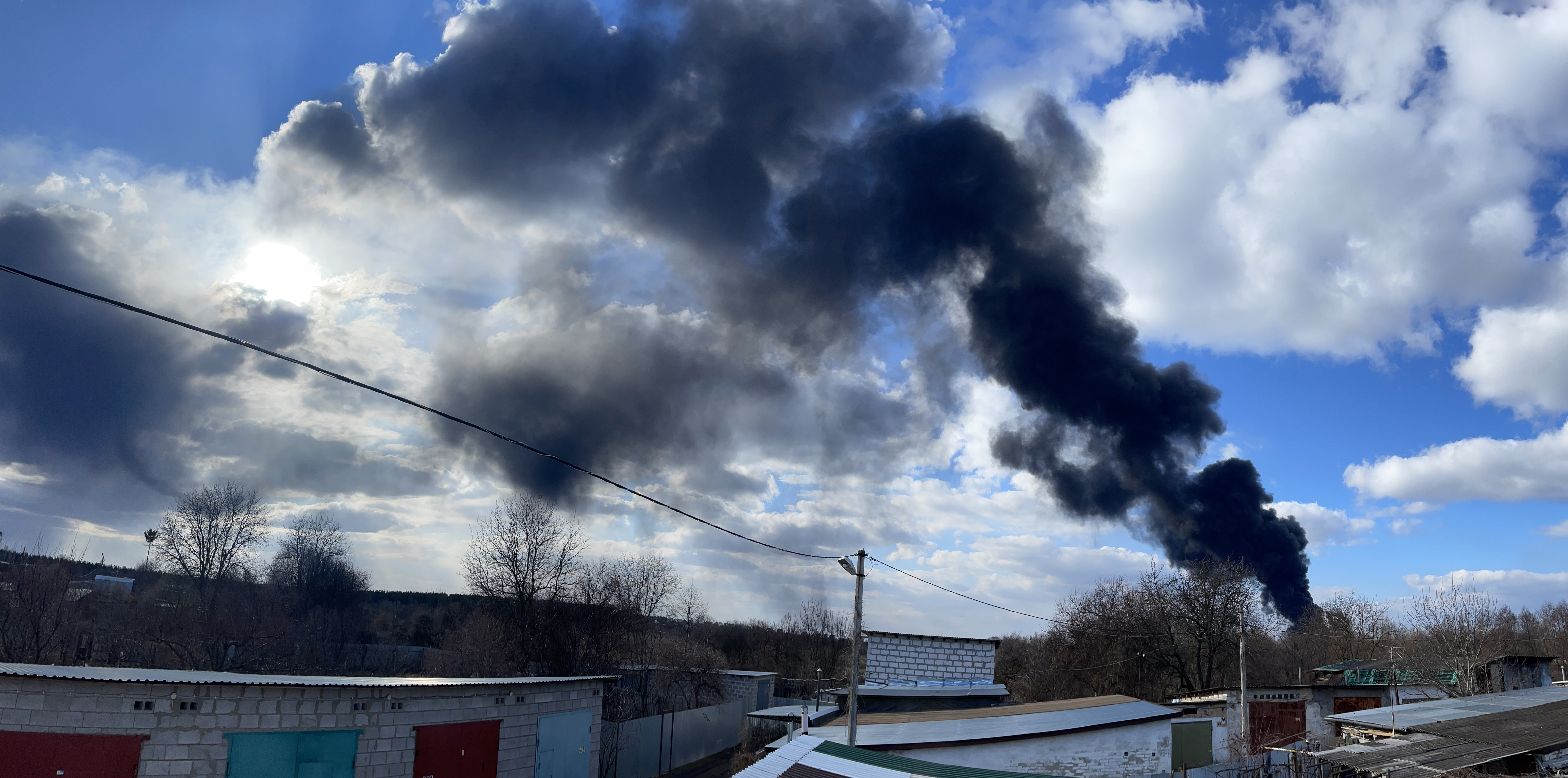
Стовп диму від пожежі

Пожежа на нафтобазі у Василькові — масштабна техногенна екологічна катастрофа, викликана двома влучаннями російських ракет та подальшим спалахом нафтопродуктів та супутніми вибухами на нафтобазі компанії KLO біля міста Васильків Обухівського району Київської області, що розпочалася 26 лютого 2022 року о 00:41. Людей попросили від'їхати від пожежі щонайменша на 5 км. Евакуація населення не проводилася. Пожежу було видно з центру Києва (за 25-30 км).
Чеський російськомовний телеканал «Настоящее время» зазначив, що можливою причиною обстрілів місцевості стало те, що біля Василькова розташовано військові склади.
Троє залізничників — Євген Мотруніч, Павло Макрідін та Василь Гелевера — врятували з охопленої вогнем нафтобази 15 вагонів із дизельним пальним та 8 вагонів з газом.
Екологічні збитки, спричинені пожежею, склали як мінімум 810 млрд гривень. Україна почала готувати позов до Міжнародного суду ООН.

### Відео
- Пожежа на нафтобазі у Василькові: рятувальники розпочали битву із полум'ям (ТСН) на YouTube.